# Kerstin Ekman
Kerstin Ekman (Risinge, 27 agosto 1933) è una scrittrice svedese.

## Biografia
Kerstin Ekman è cresciuta a Katrineholm. È figlia dell’artigiano Ernst Hjort e di Anna Dahlgren. Si è trasferita a Uppsala nel 1952, è diventata insegnante di filosofia all’Università di Uppsala nel 1957,ed è stato membro dell’Artfilm dal 1956 al 1959. Ha lavorato come insegnante presso la Wiks folkhögskola, vicino a Uppsala, dal 1966 al 1970.
È membro dell’Accademia Svedese dal 1978 (terza donna dopo Selma Lagerlöf e Elin Wägner). Dopo la controversia legata a Salman Rushdie, nel 1989, lasciò il suo posto nell’Accademia Svedese. Dal 1993 è membro della Samfundet De Nio, e ne fece parte anche dal 1978 al 1986.
Nel periodo 1974 – 1983, ha scritto una serie di romanzi che si inspirano all’evoluzione di Katrineholm, che passa dall’essere una piccola città nei pressi di una stazione ferroviaria a una città moderna. La serie è composta da quattro romanzi: Häxringarna, Springkällan, Änglahuset e En stad av ljus. La raccolta è stata ripubblicata nel 2000 con il titolo “Kvinnorna och staden”.
A Katrineholm è presente un parco, in centro, lo “Springkällan”. (Il modello di Springkällan lo troviamo nel parco fuori Pringstkyrkan). Il centro culturale è stato chiamato “Ängeln” sulla base di Änglahuset, a Drottninggatan, dove visse la nonna della Ekman.
Nel 1970 si trasferì a Östersjäland, appena fuori Härnösand e all’inizio del 1980 a Valsjöbyn, nello Jämtland. Il paesaggio del nord, le persone e i cambiamenti della società dovuti alla modernizzazione sono stati un tema fondamentale della sua attività di scrittrice, non da meno nel romanzo Händelmser vid vatten del 1993 e nella trilogia Vargskinnet (Guds barmhärtighet, Sista rompan e Skraplotter), di cui l’ultimo romanzo è uscito nel 2003. La trilogia si svolge in un villaggio di montagna, Valsjöbyn, durante il Novecento.
La Ekman è stata nominata dottore Honoris Causa in filosofia presso l’Università di Umeå, nel 1998. Ha ricevuto il dottorato honoris causa in agraria, il 6 ottobre 2007, presso l’Università Svedese delle Scienze Agricole. Durante il discorso di proclamazione, è stata definita: “una persona con enormi conoscenze riguardo al bosco e di come il suo utilizzo ci fornisca riflessioni senza precedenti. È stata la prima volta che la facoltà ha assegnato questa onorificenza a una scrittrice. Il suo libro, Hunden, è stato tradotto e rilasciato in Älvdalsmål, una minoranza linguistica svedese.
Kerstin Ekman è stata insignita come membro onorario presso la Södermanlands-Nerikes nation a Uppsala e successivamente, sempre come membro onorario presso la Norrlands nation.
Dal 1954 al 1966 è stata sposata con lo storico Stig Ekman (nato 1930) e successivamente, nel 1972, con Börje Frelin (nato 1936).

## Opere
- 1959 – 30 meter mord (romanzo giallo)
- 1960 – Han rör på sig (romanzo giallo)
- 1960 – Kalla famnen (romanzo giallo)
- 1960 – Tärningen är kastad (scenneggiatura)
- 1961 – De tre små mästarna (romanzo giallo)
- 1962 – Den brinnande ugnen (romanzo giallo)
- 1963 – Dödsklockan (romanzo giallo) (ne è stato tratto un film nel 1999, con il titolo Dödsklockan)
- 1964 – Societetshuset (serie TV)
- 1967 – Pukehornet (romanzo)
- 1970 – Menedarna (romanzo)
- 1972 – Mörker och blåbärsris (romanzo) (Dramma televisivo nel 1980)
- 1974 – Häxringarna (romanzo, parte uno della tetralogia Kvinnorna och staden, successivamente chiamata Vallmstasviten o Katrineholmssviten)
- 1976 – Springkällan (romanzo, parte due della tetralogia Kvinnorna och stade)
- 1977 – Vykort från Katrineholm (libro speciale, rilasciato a Natale da Albert Bonniers Förlag)
- 1978 – Harry Martinson (Libro inaugurale per l'ammissione di Kerstin Ekman nell'Accademia Svedese)
- 1979 – Änglahuset (romanzo, parte 3 nella tetralogia Kvinnorna och staden)
- 1983 – En stad av ljus (romanzo, parte 4 nella tetralogia Kvinnorna och staden)
- 1986 – Mine Herrar... (saggio)
- 1986 – Hunden (film 2002)
- 1988 – Rövarna i Skuleskogen (romanzo)
- 1990 – Knivkastarens kvinna (racconto lirico)
- 1993 – Händelser vid vatten (romanzo)
- 1994 – Rätten att häda (saggio)
- 1996 – Gör mig levande igen (romanzo)
- 1999 – Guds barmhärtighet (romano, parte uno della trilogia Vargskinnet)
- 2000 – Urminnes tecken (romanzo)
- 2002 – Sista rompan (romanzo,parte due della trilogia Vargskinnet)
- 2003 – Skraplotter (romanzo, parte tre della trilogia Vargskinnet)
- 2007 – Herrarna i skogen (saggi)
- 2009 – Mordets praktik (romanzo)
- 2011 – Se blomman (saggi)
- 2011 – Grand final i skojarbranschen (romanzo)
- 2013 – Jorun orm i öga (libretto opera)
- 2015 – Då var allt levande och lustigt (su Clas Bjerkander, Linnélärjunge, prete e naturalista nel Västergötland)

## Premi e riconoscimenti

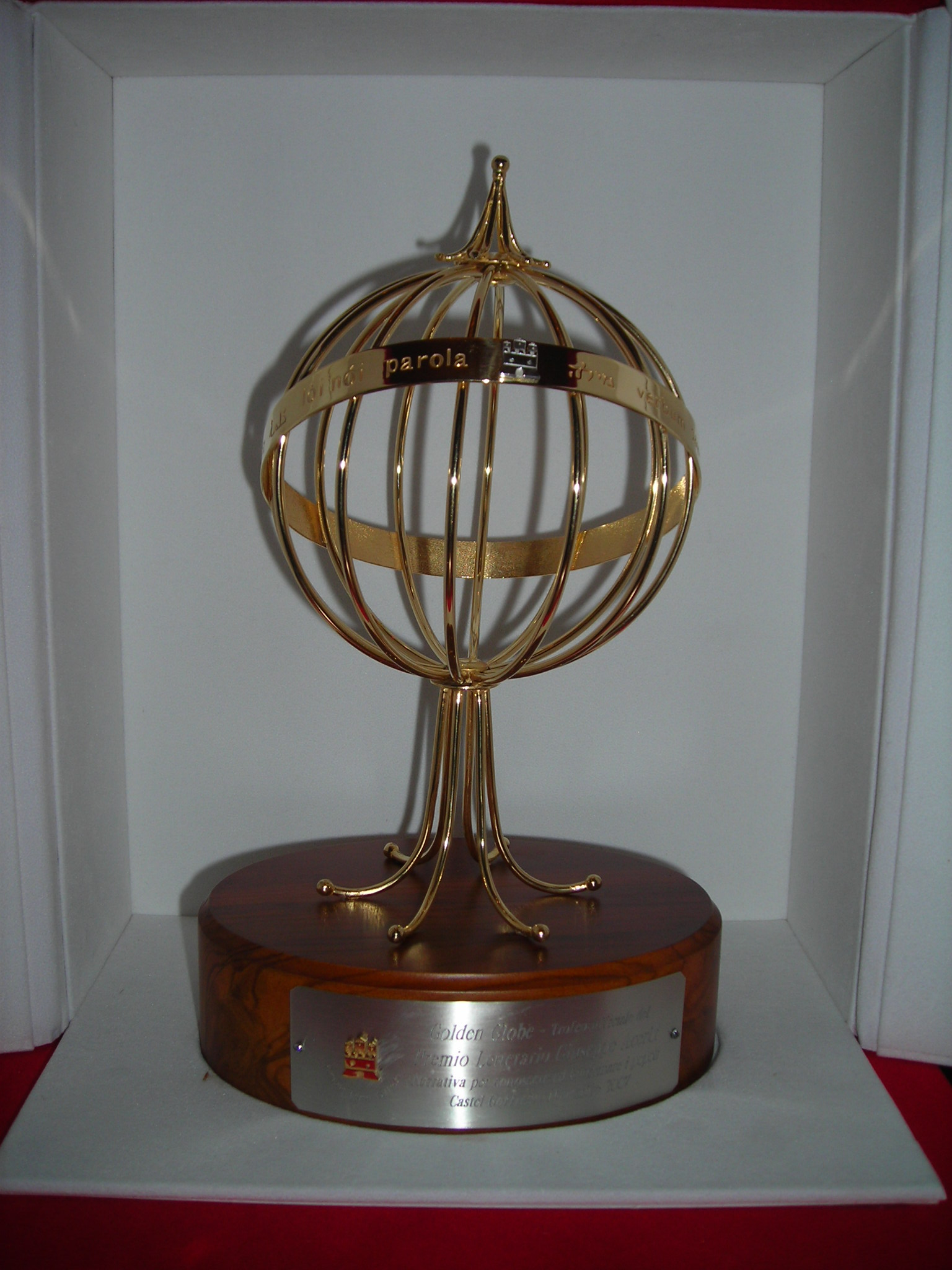
Premio letterario Giuseppe Acerbi.

- 1961 – Premio Sherlock per il romanzo giallo per De tre små mästarna
- 1968 – Borsa di studio Litteraturfrämjandet
- 1972 – Premio Tidningen VI
- 1973 – Borsa di studio per i Landsbygden
- 1974 – Targhetta BMF Häxringarna
- 1975 – Premio letterario Östersunds-Posten
- 1976 – Premio Signe Ekblad-Eldh
- 1977 – Premio finale Litteraturfrämjandet
- 1980 – Premio Mårbacka
- 1984 – Premio Kellgren
- 1984 – Premio Palmær
- 1989 – Premio letterario Stiftelsen Selma Lagerlöf
- 1989 – Premio Aniara
- 1989 – Premio finale Litteraturfrämjandet
- 1991 – Premio Övralid
- 1992 – Premio Sixten Heyman
- 1993 – Premio August per il romanzo Händelser vid vatten
- 1993 – Targhetta BMF per Händelser vid vatten
- 1993 – Premio Moa
- 1993 – Miglior giallo svedese per Händelser vid vatten
- 1993 – Scrittrice dell'anno (SKTF)
- 1994 – Premio letterario nordico per Händelser vid vatten
- 1995 – Premio Pilot
- 1996 – Borsa di studio Fröding
- 1997 – Premio Eyvind Johnson
- 1997 – Targhetta Hedenvind
- 1998 – Litteris et Artibus
- 1999 – Premio letterario Giuseppe Acerbi
- 2000 – Premio Ivar Lo
- 2003 – Premio August per il romanzo Skraplotter
- 2008 – Premio Gerard Bonnier per i saggi
- 2011 – Premio finale läsar
- 2012 – Premio personale Ivar Lo-Johanssons
- 2012 – Premio Bureus
- 2012 – "Guldluppen" dell'Associazione Botanica Svedese[5]